# Championnat des Fidji de football 2020
Navigation
Saison précédente Saison suivante
La saison 2020 du Championnat des Fidji de football est la quarante-quatrième édition du championnat de première division aux Fidji. 
Le championnat regroupe huit équipes du pays au sein d'une poule unique, où ils s'affrontent deux fois au cours de la saison, à domicile et à l'extérieur. À la fin de la compétition, le dernier du classement est relégué et remplacé par le champion de deuxième division.
Le Suva Football Club remporte le championnat en terminant à égalité de points avec son dauphin Rewa FC, mais avec une meilleure différence de buts, c'est le quatrième titre de champion du club.
Comme lors de l'édition précédente, le champion des Fidji et son dauphin sont automatiquement qualifiés pour la phase de groupe de la prochaine Ligue des champions.

## Les clubs participants
| - Ba FC - Lautoka FC - Nasinu - Rewa FC | - Labasa FC - Nadi FC - Navua Football Club - Promu de D2 - Suva FC |

## Compétition

### Classement
Le barème utilisé pour établir le classement est le suivant :
- Victoire : 3 points
- Match nul : 1 point
- Défaite : 0 point

| Rang | Équipe     | Pts | J  | G | N | P  | Bp | Bc | Diff |
| ---- | ---------- | --- | -- | - | - | -- | -- | -- | ---- |
| 1    | Suva FC C  | 27  | 14 | 7 | 6 | 1  | 24 | 12 | +12  |
| 2    | Rewa FC    | 27  | 14 | 8 | 3 | 3  | 21 | 15 | +6   |
| 3    | Ba FC T    | 23  | 14 | 7 | 2 | 5  | 22 | 19 | +3   |
| 4    | Nadi FC    | 22  | 14 | 7 | 1 | 6  | 25 | 17 | +8   |
| 5    | Labasa FC  | 22  | 14 | 7 | 1 | 6  | 17 | 15 | +2   |
| 6    | Lautoka FC | 16  | 14 | 4 | 4 | 6  | 25 | 18 | +7   |
| 7    | Navua FC P | 13  | 14 | 4 | 1 | 9  | 23 | 33 | -10  |
| 8    | Nasinu FC  | 8   | 14 | 2 | 2 | 10 | 14 | 42 | -28  |

|  | Qualification pour la Ligue des champions de l'OFC 2021                                |
|  | Relégation en deuxième division                                                        |
|  | T : Tenant du titre C : Vainqueur de la Coupe des Fidji P : Promu de deuxième division |

## Bilan de la saison
| Championnat des Fidji de football 2020  |                               |
| Champion                                | Suva Football Club (4e titre) |
| Coupes et trophées                      |                               |
| Vainqueur de la Coupe des Fidji 2020    | Suva Football Club            |
| Qualifications continentales            |                               |
| Ligue des champions de l'OFC 2021       | Suva Football Club            |
| Ligue des champions de l'OFC 2021       | Rewa Football Club            |
| Promotions et relégations               |                               |
| Promus en Fiji National Football League | Nadroga Football Club         |
| Relégués en Senior League               | Nasinu FC                     |